# Солсбери, Люк
Люк Луи Матаи Солсбери (англ. Luke Lui Matai Salisbury; род. 15 сентября 2004, Данидин) — самоанский футболист, защитник новозеландского клуба «Рослин-Вакари» и сборной Самоа.

## Биография

### Клубная карьера
Уроженец новозеландского города Данидин. Выступает за местный клуб «Рослин-Вакари» в Южной Премьер-лиге.

### Карьера в сборной
В 2022 году присутствовал в заявке сборной Самоа на чемпионате ОФК до 19 лет, но в обоих матчах остался на скамейке запасных. В августе-сентябре 2023 года принял участие в трёх матчах отборочного турнира Олимпийских игр 2024.
За основную сборную Самоа дебютировал в ноябре того же года в рамках Тихоокеанских игр 2023. Занял со сборной 7-е место. Летом 2024 года был включён в заявку сборной на Кубок наций ОФК 2024. На турнире сыграл во всех трёх матчах группового этапа и отметился забитым голом в матче 2-го тура против Фиджи, который сборная Самоа проиграла со счётом 1:9.